# Tamalous (distrito)
Tamalous é um distrito localizado na província de Skikda, Argélia. Sua capital é a cidade de mesmo nome. A população total do distrito era de 80 936 habitantes, em 1998.[carece de fontes?]

## Comunas
O distrito está dividido em três comunas:
- Tamalous
- Kerkera
- Bin El Ouiden